# Goldene Zahl (Kalender)

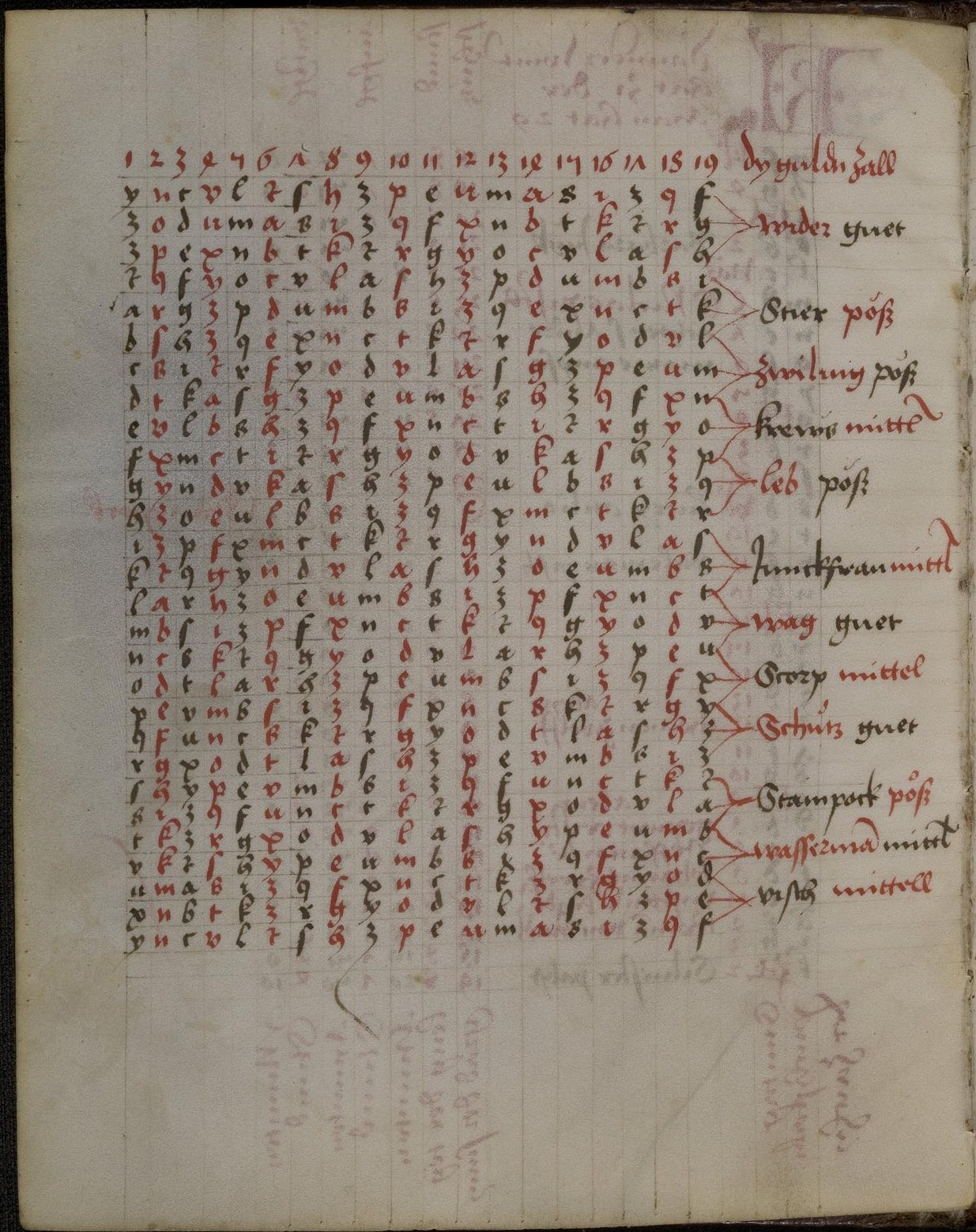
Cod. Pal. germ. 15, Blatt 13v: Tabelle zur Ermittlung der Goldenen Zahl und der Sternkreiszeichen, Salzburger Diözese um 1496

Die Goldene Zahl (lat.: Numerus aureus) kennzeichnet die Position eines Kalenderjahres der christlichen Ära innerhalb des 19-jährigen Mondzirkels. Dieser Position, von der das Osterdatum abhängt, sind die Goldenen Zahlen 1 bis 19 fortlaufend zugeordnet.

## Berechnung der Goldenen Zahl
Die am häufigsten angegebene Formel zur Bestimmung der Goldenen Zahl {\displaystyle GZ} für das Jahr mit der Jahreszahl {\displaystyle j} lautet:
{\displaystyle GZ=(j+1)\;mod\;19}
mit
- der Rechenart {\displaystyle mod} für Modulo
- den möglichen Ergebnissen GZ =   0, 1, … , 17 oder 18.

Das Ergebnis 0 ist in 19 umzuwandeln, wonach die Ergebnisreihe lautet:
- GZ = 19, 1, ... , 17 oder 18.

Das Jahr 2009 hat die Goldene Zahl (2009 + 1) mod 19 = 15.

Im Jahr 2013 ist die Umwandlungsregel (0 → 19) anzuwenden:

Das Jahr 2013 hat die Goldene Zahl (2013 + 1) mod 19 = 0, also 19.
Die folgende Formel führt zum gleichen Ergebnis (außer für das Jahr 1 v. Chr., für das allerdings auch die erste Formel kein korrektes Ergebnis liefert), ohne in Ausnahmejahren die Umwandlungsregel anwenden zu müssen:
{\displaystyle GZ=j\;mod\;19+1}
Wegen ihrer Bedeutung bei der Berechnung des Osterfestes (Computus (Osterrechnung)) – des im Christentum wichtigsten Festes – wurde diese Hilfsgröße in spätmittelalterlichen Jahreskalendern oft mit goldener Farbe geschrieben, wodurch die Bezeichnung Goldene Zahl entstanden sein soll. Möglich ist auch, dass sie bereits wegen ihrer hervorragenden Bedeutung zu diesem Namen kam.

### Tabelle
| Jahr           | Goldene Zahl                                                  |
| -------------- | ------------------------------------------------------------- |
| 1 vor Christus | 1                                                             |
| (Jahr 0)       | (in traditioneller christlicher Zeitrechnung nicht vorhanden) |
| 1 n. Chr.      | 2                                                             |
| …              | …                                                             |
| 18 n. Chr.     | 19                                                            |
| 19 n. Chr.     | 1 (Zählung beginnt wieder von vorn)                           |
| …              | …                                                             |